# Eisenbahnunfall auf der Desjardins-Kanalbrücke
Bei dem Eisenbahnunfall auf der Desjardins-Kanalbrücke beschädigte am 12. März 1857 ein entgleisender Reisezug bei Hamilton, Ontario, Kanada, eine Brücke, die daraufhin einstürzte. 59 Tote waren zu beklagen.

## Voraussetzungen
Der Zug der Great Western Railway war mit etwa 100 Reisenden an Bord von Toronto nach Hamilton unterwegs. Er bestand aus der Lokomotive Oxford mit folgendem Schlepptender, einem Gepäckwagen und zwei Reisezugwagen der ersten Wagenklasse. Die Lokomotive Oxford war erst sechs Tage zuvor einer Generalrevision unterzogen und auch unmittelbar vor Antritt der Unglücksfahrt noch einmal inspiziert worden.
Die Strecke führte kurz vor Hamilton mit einer Drehbrücke über den Desjardins-Kanal. Die Brücke war eine Holzkonstruktion.

## Unfallhergang
Bei der Überfahrt über die Brücke oder kurz zuvor brach die vorderste Achse der Lokomotive. Die Lokomotive entgleiste, kippte gegen tragende Elemente der Brückenkonstruktion und zerstörte sie. Die Brücke gab daraufhin nach und der Zug stürzte in den noch unter einer Eisdecke liegenden Kanal. Die Lokomotive durchbrach das Eis und versank vollständig unter der Wasseroberfläche. Zahlreiche Menschen ertranken oder starben durch Unterkühlung. Darüber hinaus gab es eine Anzahl Verletzter.

## Untersuchung
Die Unfallursache wurde vom 13. März bis zum 8. April durch den Coroner und eine Jury in zahlreichen Sitzungen untersucht. Diese kamen zu dem Schluss, dass die entgleisende Lokomotive tragende Strukturen der Brücke so beschädigt hatte, dass sie einstürzte. Die Ursache des auslösenden Achsbruchs konnte nicht geklärt werden. Die Konstruktion der Brücke wurde als für den normalen Bahnverkehr für ausreichend erachtet. Sie war aber für den Fall einer Entgleisung nicht ausgelegt. Die Jury empfahl den Bau einer stärkeren Brücke an dieser Stelle und eine gesetzliche Regelung, dass Züge vor der Einfahrt in bewegliche Brücken zunächst anhalten müssten.